# Hiram Buys an Auto
Hiram Buys an Auto est un film muet américain réalisé par Colin Campbell et sorti en 1913.

## Fiche technique
- Réalisation : Colin Campbell
- Scénario : Colin Campbell
- Production : William Nicholas Selig
- Date de sortie : États-Unis : 29 avril 1913

## Distribution
- Bessie Eyton
- Lillian Hayward
- Wheeler Oakman
- Frank Clark
- Fred Huntley
- William Hutchinson
- Anna Dodge
- Tom Santschi